# Padół Zamojski
Padół Zamojski (343.19) – mezoregion fizycznogeograficzny we wschodniej Polsce, stanowiący południowo-wschodnią część Wyżyny Lubelskiej. Od północy graniczy z Wyniosłością Giełczewską i Działami Grabowieckimi, a od południa z Roztoczem (Zachodnim i Środkowym), od których jest ograniczony wyraźnymi krawędziami. Na północnym zachodzie region styka się również ze Wzniesieniami Urzędowskimi, zaś na wschodzie sąsiaduje z Kotliną Hrubieszowską, mającą także charakter padołu, zaliczaną do Wyżyny Wołyńskiej.
Region jest padołem (rozległym obniżeniem) osiągającym wysokość od 180 do 220 m n.p.m., utworzonym w mało odpornych marglach górnokredowych. Gleby regionu są bardzo zróżnicowane. Występują tu bielice, rędziny, mady i gleby brunatnoziemne. Mezoregion ma typowo rolniczy charakter.
Główną rzeką mezoregionu jest Wieprz, dzielący padół na dwie części odwadniane przez jego dopływy: zachodnie skrzydło stanowi dorzecze rzek Por, a wschodnie - Łabuńki.
Głównym miastem regionu jest Zamość. Na jego pograniczu leży również Szczebrzeszyn. Ważniejsze wsie to Łabunie, Nielisz, Turobin oraz na pograniczu Komarów-Osada, Radecznica i Stary Zamość.